# Cypselavus
Cypselavus — викопний рід серпокрильцеподібних птахів вимерлої родини Cypselavidae. Існував наприкінці еоцену в Європі. Викопні рештки птаха знайдені у відкладеннях формації Фосфорити Керсі у Франції.

## Види
- Cypselavus gaillardi Ennouchi 1930
- Cypselavus gallicus Gaillard 1908
- Cypselavus intermedius Gaillard 1939